# Bombardeig de Xàtiva
El bombardeig de Xàtiva o bombardeig de l'estació de Xàtiva és el nom amb què es coneix l'atac de l'aviació feixista italiana sobre l'estació de la capital de La Costera, el 12 de febrer de 1939.
A causa del gran nombre de víctimes i destrucció material, alguns autors l'han denominat el Guernica valencià. Tot i això, al contrari que el bombardeig de Guernica, el de Xàtiva és menys conegut i després de la guerra va quedar en oblit.

## Context històric
Aquest atac s'enquadra dins dels nombrosos atacs sobre població civil que efectuà l'aviació franquista i els seus aliats sobre el País Valencià als últims mesos de la Guerra Civil, quan ja era evident el final d'aquesta i quan l'aviació republicana i les defenses antieaèries valencianes estaven molt malmeses. L'aviació franquista, l'aviació Legionària italiana i la legió Còndor alemanya intensificaren aleshores els seus bombardejos atacant, des de principis de febrer, València, Gandia, Sagunt i Dénia. L'aviació italiana, amb seu a Mallorca, es va mostrar especialment activa, gràcies a l'absència d'impediments.

## El bombardeig
Així, el dia 11, la vespra, havien atacat Manuel, una xicoteta població veïna de Xàtiva. El dia 12, finalment, a les 11.30 pm, 5 avions italians aparegueren en el cel de Xàtiva i deixaren caure 20 bombes de 250 kg. Aquestes impactaren de ple sobre l'estació de Xàtiva i les cases circumdants. No se sap si els italians tenien informacions al respecte, però el cas és que en eix moment entrava un comboi militar amb soldats de la XLIX brigada mixta de l'exèrcit Popular que regressava amb permís del front. Les bombes l'agafaren de totes totes i el resultat va ser una carnisseria amb braços i cames penjants dels arbres de l'estació, segons conten els testimonis orals.
A les fotos que realitzaren els mateixos italians, es pot comprovar actualment la gran fumera que provoquen els impactes, que degué fer negre gran part del cel i fer trontollar tota la ciutat. En total, van morir 109 persones de manera directa o dies després en els hospitals, i hi va haver 300 ferits. Alguns hagueren de ser traslladats a l'hospital d'Ontinyent, ja que Xàtiva quedà desbordada davant aquest allau de víctimes. Entre els morts hi hagué sobretot soldats, però també civils: cal destacar-ne 3 xiquets i 14 dones.
L'impacte emocional va ser tan fort que la por a un nou bombardeig es va apoderar de la població de Xàtiva durant aquest darrer tram de la guerra i, tot i la crida de l'alcalde Jovino Fernández a la normalitat, gran part de la població es va traslladar a les cases de camp del paratge de Bixquert, ja que els refugis antiaeris encara no estaven acabats i tothom temia un nou atac.

## Homenatges
Des de finals dels 90, es fa un homenatge a les víctimes a l'estació de Xàtiva, al qual acudix algú dels familiars d'aquestes. Aquests homenatges van culminar el 2007 amb la inauguració d'un monument commemoratiu, pagat amb sufragi popular i impulsat pel Consell de la Joventut de Xàtiva, obra de l'escultor i dissenyador de La Granja de la Costera fincat a Xàtiva, Miquel Mollà.